# Igor Vovk
Igor Vovk, slovenski podjetnik,* 1979.

## Življenje in delo
Med študijem na Fakulteti za elektrotehniko je postal predsednik društva Mavrični most mladih. Leta 2004 je vzpostavili spletni portal iskreni.net in z ženo sta zagnala prvi izobraževalni program iskreni.net: e-pripravo na zakon.
Štiri leta po vzpostavitvi spletnega portala iskreni.net, leta 2007, je ob podpori prijateljev, ki so že sodelovali pri portalu, e-pripravi na zakon in pripravi na prvi Festival družin, ustanovil Zavod iskreni.net (sedaj Zavod Iskreni).
Pomladi leta 2012 je Vovk z ženo ustanovil Skupnost družin Iskreni. Decembra 2013 je po informacijah Dnevnika skupaj s patrom Roblekom odpotoval v Rim k papežu glede številnih grehov slovenskih duhovnikov.
Leta 2015 je Vovk s sodelavci ter urednikom Rokom Čakšem zagnal portal Domovina.je. V začetku leta 2016 je prevzel v imenu ekipe Meškovo priznanje za debitanta. Leta 2021 pa je s Vovk s sodelavci in urednikom Tinom Mamićem zagnal tiskani tednik Domovina.
Zavod iskreni velja danes za vodilno organizacijo, ki z različnimi programi, izobraževanji in zakonskimi ter družinski terapijami podpira pare, zakonce in starše. S spletnima medijema Iskreni.net in Domovina.je pa dosegajo mesečno okrog 250.000 različnih ljudi. Leta 2019 je Vovk soustanovil civilno iniciativo Dovolj.je, ki se bori proti spolnim zlorabam v Slovenski Katoliški Cerkvi.
Živi na Škofijah v Slovenski Istri. Je poročen in oče štirih otrok, dveh fantov in dveh deklet.